# Тугнуйское сельское поселение
Се́льское поселе́ние «Тугнуйское» (бур. Түгнын hомон) — муниципальное образование в Мухоршибирском районе Бурятии Российской Федерации.
Административный центр — село Тугнуй.

## История
Статус и границы сельского поселения установлены Законом Республики Бурятия от 31 декабря 2004 года № 985-III «Об установлении границ, образовании и наделении статусом муниципальных образований в Республике Бурятия»

## Население
| 2002 | 2011 | 2012 | 2013 | 2014 | 2015 | 2016 |
| ---- | ---- | ---- | ---- | ---- | ---- | ---- |
| 1217 | ↘910 | ↘908 | ↘906 | ↘902 | ↘884 | ↘868 |
| 2017 | 2018 | 2019 | 2020 | 2021 | 2023 | 2024 |
| ↘836 | ↘825 | ↘797 | ↘764 | ↗788 | ↘753 | ↘735 |

## Состав сельского поселения
| № | Населённый пункт | Тип населённого пункта       | Население |
| - | ---------------- | ---------------------------- | --------- |
| 1 | Новоспасск       | село                         | ↘57       |
| 2 | Степной          | посёлок                      | ↘113      |
| 3 | Тугнуй           | село, административный центр | ↘740      |